# Talsperre Letovice
Die Talsperre Letovice (tschechisch vodní nádrž Letovice) ist ein Wasserbauwerk in Tschechien. Sie liegt anderthalb Kilometer nordwestlich des Stadtzentrums von Letovice und staut die Křetínka.

## Geographie
Die Talsperre befindet sich am Fuße des Berglandes der oberen Swratka in der Malá Haná (Kleine Hanna) am Unterlauf der Křetínka kurz vor deren Mündung in die Svitava. Entlang des 4,7 km langen Stausees liegen die Ortschaften Dolní Poříčí, Křetín, Vranová, Lazinov, Meziříčko, Kněževísko und Letovice.

## Geschichte

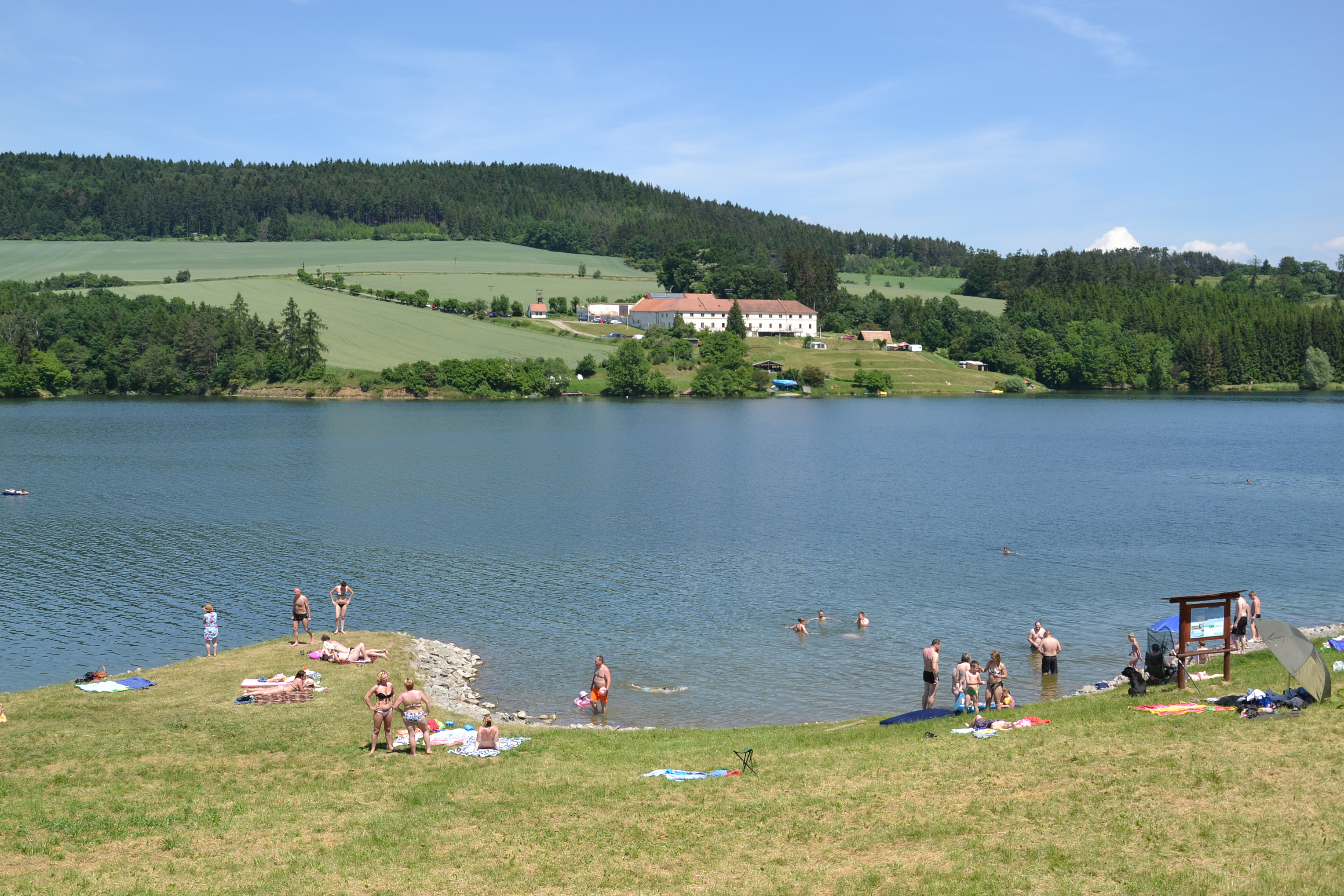
Durch den Staudamm ist ein Badesee entstanden

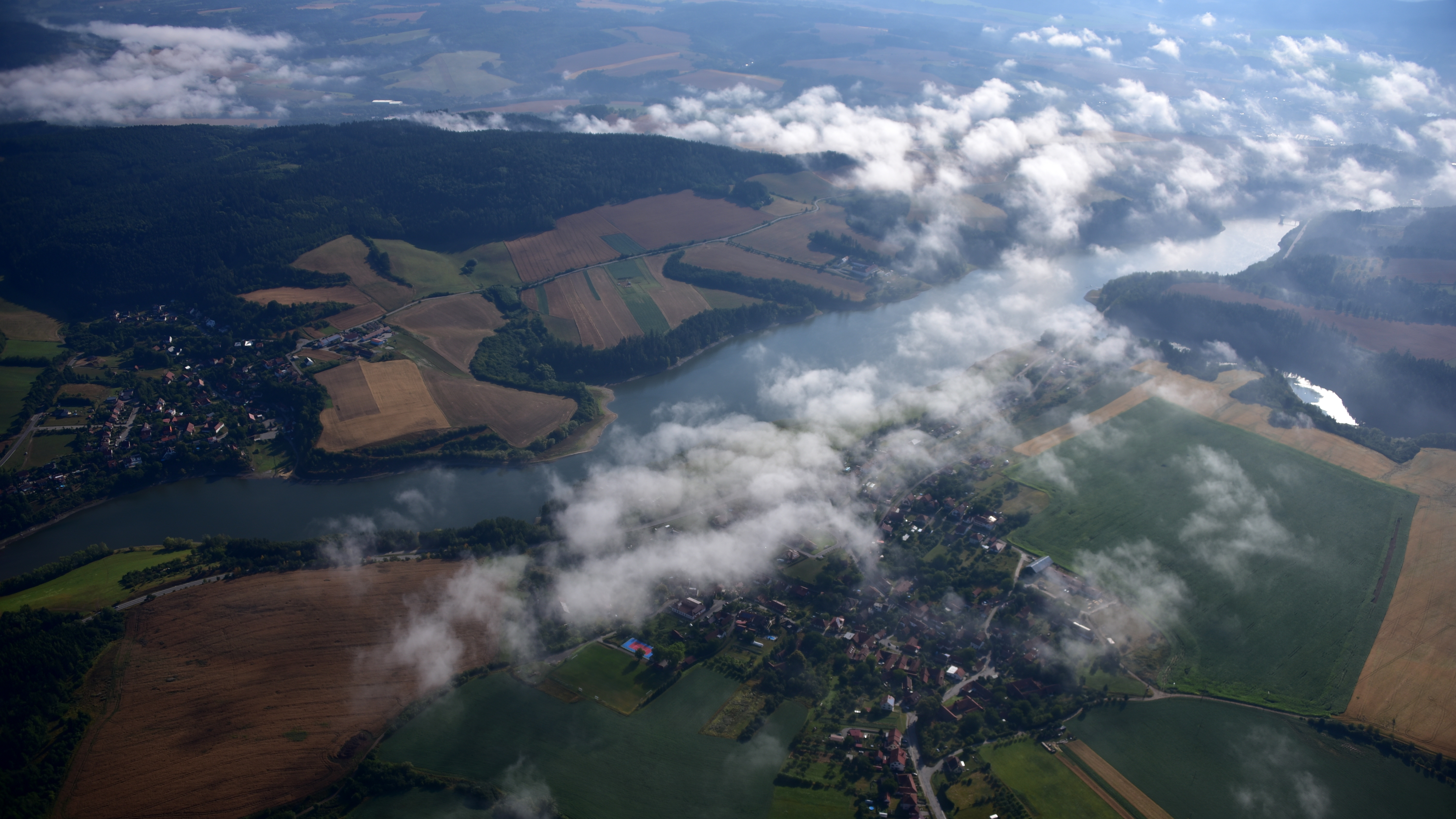
Talsperre Letovice, Luftaufnahme (2018)

Erste Pläne zur Errichtung einer Talsperre an der Křetínka entstanden 1911. Vorgesehen war damals die Errichtung eines Steindammes mit einem Stauraum von 5,8 Mio. m³ zum Wasserausgleich in der Svitava nach dem Bau des in Mußlau bei Brüsau zur  Trinkwasserversorgung von Brünn entstehenden I. Brüsauer Wasserwerkes. Das nicht realisierte Talsperrenprojekt an der Křetínka wurde 1929 wieder aufgegriffen und überarbeitet. Nunmehr gingen die Planungen von einem Stau von 11 Mio. m³ und der Errichtung eines Wasserkraftwerkes im Damm aus.
Errichtet wurde die Talsperre schließlich zwischen April 1972 und Dezember 1976. Die vollständige Inbetriebnahme erfolgte am 1. Oktober 1979. Der Stausee dient heute auch Erholungszwecken und der Fischerei.